# Dirección General de Calidad y Evaluación Ambiental
La Dirección General de Calidad y Evaluación Ambiental (DGCEA) de España es el órgano directivo del Ministerio para la Transición Ecológica y el Reto Demográfico, adscrito a la Secretaría de Estado de Medio Ambiente, responsable de la formulación y aplicación de la política nacional en materia de calidad y responsabilidad medioambiental.

## Historia

### Primera etapa (1996-2011)
La primera vez que este órgano se creó fue en mayo de 1996, durante la presidencia de José María Aznar, integrada en la Secretaría General de Medio Ambiente. Se ocupaba de velar por la buena calidad ambiental así como de las gestiones de residuos, y para ello se la estructuró mediante tres subdirecciones generales: de Calidad Ambiental, de Evaluación Ambiental y Actuaciones Sectoriales, y de Normativa y Cooperación Institucional. En 1999, se le retiró competencias relativas a la realización de las declaraciones de impacto ambiental, que fueron asumidas por la Secretaría General.
Se reformó su estructura en 2000, manteniendo la Subdirección General de Calidad Ambiental y reformando las otras dos, pasando a denominarse de Impacto Ambiental y Prevención de Riesgos y de Cooperación Institucional y Políticas Sectoriales, respectivamente. En 2001 se creó la Oficina Española del Cambio Climático como un órgano colegiado que se adscribió a ésta Dirección General y, en 2003, se la dotó de estructura institucional, con rango de subdirección general, y se adscribió directamente a la Secretaría General.
De nuevo, en 2004, se volvió a reformar su estructura, con tres subdirecciones generales: de Prevención de Residuos, de Calidad del Aire y Prevención de Riesgos, y de Evaluación Ambiental. En 2006 se designó a la DGCEA como Autoridad Nacional del Sistema de Inventario Nacional de Emisiones Contaminantes a la Atmósfera. En 2008 se reorganizó de nuevo, manteniendo la Subdirección General de Evaluación Ambiental, se renombró la Subdirección General de Calidad del Aire y Prevención de Riesgos como Subdirección General de Calidad del Aire y Medio Ambiente Industrial, y la Subdirección General de Prevención de Residuos como Subdirección General de Producción y Consumo Sostenibles.

### Segunda etapa (2011-2020)
A finales de 2011, en el entonces Ministerio de Agricultura, Alimentación y Medio Ambiente, liderado por Miguel Arias Cañete, se añadió a su denominación «y Medio Natural».  Esto se hizo pues se refundió con la Dirección General de Medio Natural y Política Forestal, asumiendo gran parte de las competencias en biodiversidad (la política forestal se traspasó a la Dirección General de Desarrollo Rural y Política Forestal).
Se organizó a través de cuatro subdirecciones generales; de Residuos, de Calidad del Aire y Medio Ambiente Industrial, de Evaluación Ambiental, y de Medio Natural. En 2018 fue renombrada como Dirección General de Biodiversidad y Calidad Ambiental.

### Tercera etapa (2020-)
La dirección general fue reformada a principios de 2020, dividiéndose sus funciones en dos; por una parte, las funciones tradicionales sobre calidad y evaluación ambiental se mantuvieron en este órgano, que recuperó su denominación original, mientras que las relativas a biodiversidad se traspasaron a la nueva Dirección General de Biodiversidad, Bosques y Desertificación. Se estructuró mediante tres subdirecciones generales: de Economía Circular, de Aire Limpio y Sostenibilidad Industrial, y de Evaluación Ambiental.
Cuatro años después, con las mismas competencias, se reorganizó el órgano, sustituyendo las subdirecciones generales de Economía Circular y de Aire Limpio y Sostenibilidad Industrial por las de Residuos y de Prevención de la Contaminación. Se mantuvo la Subdirección General de Evaluación Ambiental.

## Funciones
Las funciones de la Dirección General se regulan en el artículo 8 del Real Decreto 503/2024, de 21 de mayo, y son:
1. La elaboración de los planes, programas y propuestas normativas en materia de calidad del aire, prevención, reducción y control de la contaminación, incluida la contaminación acústica y química, prevención y gestión de los residuos, economía circular, contaminación de suelos, así como en materia de responsabilidad medioambiental.
2. La tramitación y resolución de los procedimientos de evaluación ambiental estratégica de planes y programas de competencia estatal y de evaluación de impacto ambiental de proyectos de competencia estatal.
3. El ejercicio del papel de autoridad competente del Sistema Español de Inventario y Proyecciones de Emisiones a la Atmósfera (SEI) de gases de efecto invernadero y contaminantes atmosféricos, sin perjuicio de las funciones técnicas y, en particular, de carácter estadístico que correspondan a otros órganos del departamento.
4. La evaluación del riesgo ambiental de productos, sustancias y mezclas químicas, la clasificación de sus peligros para el medioambiente, así como el ejercicio de la función de autoridad competente en los aspectos medioambientales, que competen a la Dirección General, de la normativa de la Unión Europea en materia de sustancias químicas, y en materia de organismos modificados genéticamente, así como la coordinación y presidencia de la Comisión Nacional de Bioseguridad.
5. La coordinación de la participación voluntaria de las organizaciones en un sistema comunitario de gestión y auditoría medioambientales (EMAS) y en la etiqueta ecológica de la Unión Europea.
6. La gestión de registros en el ámbito de sus competencias y, en particular, del Registro Estatal de Emisiones y Fuentes Contaminantes PRTR-España, del Registro de productores de productos asociado a la gestión de residuos, del Registro de Producción y Gestión de Residuos, del Sistema de Información de Residuos y del Registro Nacional de Lodos.
7. La autorización, inspección y sanción de los traslados de residuos desde o hacia terceros países no pertenecientes a la Unión Europea y las funciones de autoridad nacional cuando España sea Estado de tránsito.
8. El ejercicio de las funciones de representación del Ministerio en los organismos internacionales y el seguimiento de los convenios internacionales en las materias de su competencia.
9. La instrumentación de los mecanismos necesarios para la integración de los aspectos ambientales y de sostenibilidad, en el conjunto de las planes, programas y normas sectoriales.

## Estructura
De la Dirección General dependen los siguientes órganos:
- La Subdirección General de Residuos, a la que le corresponden las funciones enumeradas en el punto 7, en los puntos 1, 8 y 9 del apartado anterior en lo que respecta a residuos y suelos contaminados, y en el punto 6 en lo que respecta al Registro de productores de productos asociado a la gestión de residuos, Registro de Producción y Gestión de Residuos, Sistema de Información de Residuos y Registro Nacional de Lodos.
- La Subdirección General de Prevención de la Contaminación, que ejerce las competencias indicadas en los puntos 3, 4, 5 y 6 del apartado anterior y en los puntos 1, 8 y 9 en lo que respecta a prevención, reducción y control de la contaminación, incluida la contaminación atmosférica, acústica y química.
- La Subdirección General de Evaluación Ambiental, a la que le competen las funciones del punto 2 y de los puntos 8 y 9 del apartado anterior en lo que respecta a evaluación ambiental. Asimismo, le corresponde elevar la propuesta de resolución de los procedimientos de evaluación ambiental, cuya resolución corresponde a la Dirección General.

## Directores generales
1. Dolores Carrillo Dorado (1996-1999)[16]
2. José Trigueros Rodrigo (1999-2000)[17]
3. Germán Glaría Galcerán (2000-2004)[18]
4. Jaime Alejandre Martínez (2004-2008)[19]
5. María Jesús Rodríguez de Sancho (2008-2010)[20]
6. Jesús Huertas García (2010-2011)[21]
7. Guillermina Yanguas Montero (2011-2016)[22]
8. Francisco Javier Cachón de Mesa (2016-2018)[23]
9. Francisco Javier Cachón de Mesa (2018-2020)[24]
10. Ismael Aznar Cano (2020-2022)[25]
11. Marta Gómez Palenque (2022-presente)[26]